# Drugovići (Laktaši)
Pour les articles homonymes, voir Drugovići.
Drugovići (en serbe cyrillique : Автовац) est un village de Bosnie-Herzégovine. Il est situé dans la municipalité de Laktaši et dans la république serbe de Bosnie. Selon les premiers résultats du recensement bosnien de 2013, il compte 784 habitants.

## Démographie

### Évolution historique de la population dans la localité
| 1948 | 1953 | 1961  | 1971  | 1981  | 1991 | 2013 |
| ---- | ---- | ----- | ----- | ----- | ---- | ---- |
| -    | -    | 1 289 | 1 205 | 1 034 | 876  | 784  |

|  |

### Communauté locale
En 1991, la communauté locale de Drugovići comptait 1 560 habitants, répartis de la manière suivante :